# Spathius bion
Spathius bion är en stekelart som beskrevs av Nixon 1943. Spathius bion ingår i släktet Spathius och familjen bracksteklar. Inga underarter finns listade i Catalogue of Life.